# Murilo Rua
Murilo Rua (Curitiba, 22 de mayo de 1980) es un artista marcial mixto brasileño que compitió en PRIDE Fighting Championships. Su hermano es el ex campeón de peso semipesado de UFC Maurício "Shogun" Rua. Era conocido por su agresivo estilo de Muay Thai.

## Carrera en artes marciales mixtas

### Comienzos
Murilo comienzo sus primeros pasos en la prestigiosa academia de Chute Boxe donde se inició en la práctica del Muay Thai junto a campeones como Wanderlei Silva.

### PRIDE Fighting Championships
Murilo tuvo 13 combates con la organización japonesa, donde cosechó un récord de 6 victorias y 7 derrotas. Aun así, se le recuerda como uno de los mejores peleadores.

### Elite Xtreme Combat
En la organización con base en Los Ángeles, Murilo fue el primer campeón de peso medio, título que perdería contra Robbie Lawler el 15 de septiembre de 2007 en EliteXC: Uprising. 

## Vida personal
Rua y su novia Ana se casaron el 8 de octubre de 2004 en Curitiba, Brasil. La pareja tiene dos hijos, uno que nació en agosto de 2008 (José Lucas) y el segundo el 15 de marzo de 2010.

## Campeonatos y logros
- Elite Xtreme Combat
  - Campeón de Peso Medio (Una vez, el primero)

## Registro en artes marciales mixtas
| Resultado | Récord  | Oponente               | Método                            | Evento                               | Fecha                    | Ronda | Tiempo | Localización         | Notas                                                                            |
| --------- | ------- | ---------------------- | --------------------------------- | ------------------------------------ | ------------------------ | ----- | ------ | -------------------- | -------------------------------------------------------------------------------- |
| Derrota   | 20–13–1 | Paulo Filho            | TKO (golpes)                      | Best of the Best: Filho vs. Ninja II | 6 de septiembre de 2012  | 1     | 0:47   | Belem                | Anuncia su retiro por segunda vez después de la pelea.                           |
| Derrota   | 20–12–1 | Tom Watson             | KO (patada a la cabeza y golpes)  | BAMMA 6                              | 21 de mayo de 2011       | 3     | 2:06   | Londres              | Por el Campeonato de Peso Medio de BAMMA. Anunció su retiro después de la pelea. |
| Derrota   | 20–11–1 | Roy Boughton           | Decisión (unánime)                | W-1 New Ground                       | 23 de octubre de 2010    | 3     | 5:00   | Nueva Escocia        |                                                                                  |
| Victoria  | 20–10–1 | Jeremy May             | Sumisión (guillotine choke)       | Impact FC 2                          | 18 de julio de 2010      | 1     | 4:12   | Sídney               | Retorno al peso medio.                                                           |
| Victoria  | 19–10–1 | Arturo Arcemendes      | Sumisión (arm-triangle choke)     | Bitetti Combat MMA 7                 | 28 de mayo de 2010       | 1     | 1:27   | Río de Janeiro       |                                                                                  |
| Victoria  | 18–10–1 | Jason Jones            | TKO (golpes)                      | Bitetti Combat MMA 5                 | 12 de diciembre de 2009  | 2     | 3:20   | São Paulo            |                                                                                  |
| Victoria  | 17–10–1 | Alex Stiebling         | TKO (patada a la cabeza y golpes) | Bitetti Combat MMA 4                 | 12 de septiembre de 2009 | 1     | 0:39   | Río de Janeiro       | Debut en peso semipesado.                                                        |
| Derrota   | 16–10–1 | Riki Fukuda            | Decisión (unánime)                | DREAM 8                              | 5 de abril de 2009       | 2     | 5:00   | Nagoya               |                                                                                  |
| Derrota   | 16–9–1  | Benji Radach           | KO (golpes)                       | EliteXC: Heat                        | 4 de octubre de 2008     | 2     | 2:31   | Sunrise, Florida     |                                                                                  |
| Victoria  | 16–8–1  | Tony Bonello           | TKO (golpes)                      | EliteXC: Return of the King          | 14 de junio de 2008      | 1     | 3:15   | Honolulu, Hawái      |                                                                                  |
| Victoria  | 15–8–1  | Xavier Foupa-Pokam     | Sumisión (rear-naked choke)       | Cage Rage 24                         | 1 de diciembre de 2007   | 2     | 3:47   | Londres              |                                                                                  |
| Derrota   | 14–8–1  | Robbie Lawler          | KO (golpes)                       | EliteXC: Uprising                    | 15 de septiembre de 2007 | 3     | 2:04   | Honolulu, Hawái      | Perdió el Campeonato de Peso Medio de EliteXC.                                   |
| Victoria  | 14–7–1  | Joey Villaseñor        | TKO (golpes)                      | Strikeforce: Shamrock vs. Baroni     | 22 de junio de 2007      | 2     | 1:05   | San José, California | Ganó el Campeonato Inaugural de Peso Medio de EliteXC.                           |
| Victoria  | 13–7–1  | Alex Reid              | TKO (corte)                       | Cage Rage 21                         | 21 de abril de 2007      | 1     | 0:28   | Londres              |                                                                                  |
| Victoria  | 12–7–1  | Mark Weir              | Sumisión (arm-triangle choke)     | Cage Rage 18                         | 30 de septiembre de 2006 | 2     | 1:15   | Londres              |                                                                                  |
| Derrota   | 11–7–1  | Denis Kang             | KO (golpes)                       | PRIDE Bushido 11                     | 4 de junio de 2006       | 1     | 0:15   | Saitama              | PRIDE GP 2006 de Peso Wélter (ronda de apertura).                                |
| Derrota   | 11–6–1  | Paulo Filho            | Decisión (unánime)                | PRIDE Bushido 10                     | 2 de abril de 2006       | 2     | 5:00   | Tokio                |                                                                                  |
| Victoria  | 11–5–1  | Murad Chunkaiev        | Sumisión (heel hook)              | PRIDE 30                             | 23 de octubre de 2005    | 1     | 3:31   | Saitama              | Debut en peso medio.                                                             |
| Derrota   | 10–5–1  | Quinton Jackson        | Decisión (dividida)               | PRIDE 29                             | 20 de febrero de 2005    | 3     | 5:00   | Saitama              |                                                                                  |
| Derrota   | 10–4–1  | Sergei Kharitonov      | KO (golpes)                       | PRIDE Total Elimination 2004         | 25 de abril de 2004      | 1     | 4:14   | Saitama              | PRIDE GP 2004 de Peso Pesado (ronda de apertura).                                |
| Victoria  | 10–3–1  | Alexander Otsuka       | Sumisión (arm-triangle choke)     | PRIDE 27                             | 1 de febrero de 2004     | 1     | 5:25   | Osaka                |                                                                                  |
| Victoria  | 9–3–1   | Akira Shoji            | KO (rodillazo volador)            | PRIDE Shockwave 2003                 | 31 de diciembre de 2003  | 1     | 2:24   | Saitama              |                                                                                  |
| Derrota   | 8–3–1   | Kevin Randleman        | TKO (corte)                       | PRIDE 24                             | 23 de diciembre de 2002  | 3     | 0:20   | Tokio                |                                                                                  |
| Derrota   | 8–2–1   | Ricardo Arona          | Decisión (unánime)                | PRIDE 23                             | 24 de noviembre de 2002  | 3     | 5:00   | Tokio                |                                                                                  |
| Victoria  | 8–1–1   | Mario Sperry           | Decisión (unánime)                | PRIDE 20                             | 28 de abril de 2002      | 3     | 5:00   | Yokohama             |                                                                                  |
| Victoria  | 7–1–1   | Alex Andrade           | Decisión (unánime)                | PRIDE 18                             | 23 de diciembre de 2001  | 3     | 5:00   | Fukuoka              |                                                                                  |
| Derrota   | 6–1–1   | Dan Henderson          | Decisión (dividida)               | PRIDE 17                             | 3 de noviembre de 2001   | 3     | 5:00   | Tokio                |                                                                                  |
| Victoria  | 6–0–1   | Daijiro Matsui         | TKO (patada de fútbol y pisotón)  | PRIDE 16                             | 24 de septiembre de 2001 | 3     | 0:51   | Osaka                |                                                                                  |
| Victoria  | 5–0–1   | Rogério Sagate         | Sumisión (keylock)                | Meca World Vale Tudo 5               | 9 de junio de 2001       | 1     | 3:54   | Curitiba             |                                                                                  |
| Empate    | 4–0–1   | Akihiro Gono           | Empate                            | Shooto: To The Top 4                 | 1 de mayo de 2001        | 3     | 5:00   | Tokio                |                                                                                  |
| Victoria  | 4–0     | Leopoldo Serao         | TKO (parada del equipo)           | Meca World Vale Tudo 4               | 16 de diciembre de 2000  | 1     | 7:00   | Curitiba             |                                                                                  |
| Victoria  | 3–0     | Luiz Cláudio das Dores | TKO (retiro)                      | Meca World Vale Tudo 3               | 14 de noviembre de 2000  | 1     | 3:00   | Curitiba             |                                                                                  |
| Victoria  | 2–0     | Israel Albuquerque     | Sumisión (lesión en el hombro)    | Meca World Vale Tudo 2               | 12 de agosto de 2000     | 1     | 1:36   | Curitiba             |                                                                                  |
| Victoria  | 1–0     | Adriano Verdelli       | Sumisión (triangle choke)         | Meca World Vale Tudo 1               | 27 de mayo de 2000       | 1     | 3:08   | Curitiba             |                                                                                  |